# آمارديب جها
آمارديب جها هي مقدمة تلفزيونية وممثلة هندية، ولدت في 14 يونيو 1960 في الهند.

## أعمال

### أفلام
- (2002) ديفداس
- (2005) العيون

## وصلات خارجية
- آمارديب جها على موقع IMDb (الإنجليزية)
- آمارديب جها على موقع قاعدة بيانات الفيلم (الإنجليزية)